# Premio Don Balón
El premio Don Balón fue un premio futbolístico individual que desde 1976 y hasta 2011 concedía cada año la revista deportiva española Don Balón a los mejores jugadores de la Primera División de España y del fútbol europeo (nacional, extranjero y revelación), al mejor entrenador y al mejor árbitro. Los premios se concedían cada verano, en función de las puntuaciones periodísticas dadas a los futbolistas a lo largo de cada uno de los partidos de la última temporada futbolística, que va de septiembre a junio.

## Historial

### Jugadores extranjeros más laureados
| Jugador        | País                        | Premios | Temporada                          |
| -------------- | --------------------------- | ------- | ---------------------------------- |
| Uli Stielike   | Bandera de Alemania         | 4       | 1978/79, 1979/80, 1980/81, 1981/82 |
| Lionel Messi   | Bandera de Argentina        | 3       | 2006/07, 2008/09, 2009/10          |
| Luís Figo      | Bandera de Portugal         | 3       | 1998/99, 1999/00, 2000/01          |
| Ronaldinho     | Bandera de Brasil           | 2       | 2003/04, 2005/06                   |
| Bernd Schuster | Bandera de Alemania         | 2       | 1984/85, 1990/91                   |
| Hugo Sánchez   | Bandera de México           | 2       | 1986/87, 1989/90                   |
| Juan Barbas    | Bandera de Argentina        | 2       | 1982/83, 1983/84                   |
| Johan Cruyff   | Bandera de los Países Bajos | 2       | 1976/77, 1977/78                   |

### Jugadores españoles más laureados
| Jugador       | Premios | Temporada                                   |
| ------------- | ------- | ------------------------------------------- |
| Raúl González | 5       | 1996/97, 1998/99, 1999/00, 2000/01, 2001/02 |
| Migueli       | 2       | 1977/78, 1984/85                            |

### Entrenadores más laureados
| Entrenador            | País                        | Premios | Temporada                          |
| --------------------- | --------------------------- | ------- | ---------------------------------- |
| Luis Molowny          | Bandera de España           | 4       | 1977/78, 1978/79, 1979/80, 1985/86 |
| Javier Irureta        | Bandera de España           | 3       | 1997/98, 1999/00, 2003/04          |
| Javier Clemente       | Bandera de España           | 3       | 1982/83, 1983/84, 1986/87          |
| Pep Guardiola         | Bandera de España           | 2       | 2008/09, 2009/10                   |
| Frank Rijkaard        | Bandera de los Países Bajos | 2       | 2004/05, 2005/06                   |
| Arsenio Iglesias      | Bandera de España           | 2       | 1992/93, 1994/95                   |
| Johan Cruyff          | Bandera de los Países Bajos | 2       | 1990/91, 1991/92                   |
| John Benjamin Toshack | Bandera de Gales            | 2       | 1988/89, 1989/90                   |
| Alberto Ormaetxea     | Bandera de España           | 2       | 1980/81, 1981/82                   |

## Equipo de la década
| Posición       | Futbolista      | Nacionalidad |
| -------------- | --------------- | ------------ |
| Guardameta     | Iker Casillas   | España       |
| Defensa        | Sergio Ramos    | España       |
| Defensa        | Carles Puyol    | España       |
| Defensa        | Roberto Carlos  | Brasil       |
| Centrocampista | Xavi Hernández  | España       |
| Centrocampista | Zinedine Zidane | Francia      |
| Centrocampista | Ronaldinho      | Brasil       |
| Delantero      | Lionel Messi    | Argentina    |
| Delantero      | Ronaldo         | Brasil       |
| Delantero      | Raúl González   | España       |
| Delantero      | Samuel Eto'o    | Camerún      |

## Mejor jugador de la década
|   | Jugador         | País      | Votos |
| - | --------------- | --------- | ----- |
| 1 | Zinedine Zidane | Francia   | 27,7% |
| 2 | Lionel Messi    | Argentina | 23,5% |
| 3 | Ronaldo         | Brasil    | 17,6% |
| 4 | Xavi Hernández  | España    | 15%   |
| 5 | Andrés Iniesta  | España    | 10%   |